# 阿旺通
阿旺通（法語：Avanton，法語發音：[avɑ̃tɔ̃]）是法国新阿基坦大区维埃纳省的一个市镇，位于该省中部，属于普瓦捷区。

## 地理
阿旺通（46°39'46"N, 0°18'13"E）面积10.8 平方千米，位于法国新阿基坦大区维埃纳省，该省份为法国中西部省份，北起曼恩-卢瓦尔省和安德尔-卢瓦尔省，西接德塞夫勒省，南至夏朗德省，东南接上维埃纳省，东临安德尔省。
与阿旺通接壤的市镇（或旧市镇、城区）包括：普瓦图地区沙斯讷伊、锡塞、米涅-欧桑斯、讷维尔德普瓦图、若奈-马里尼。

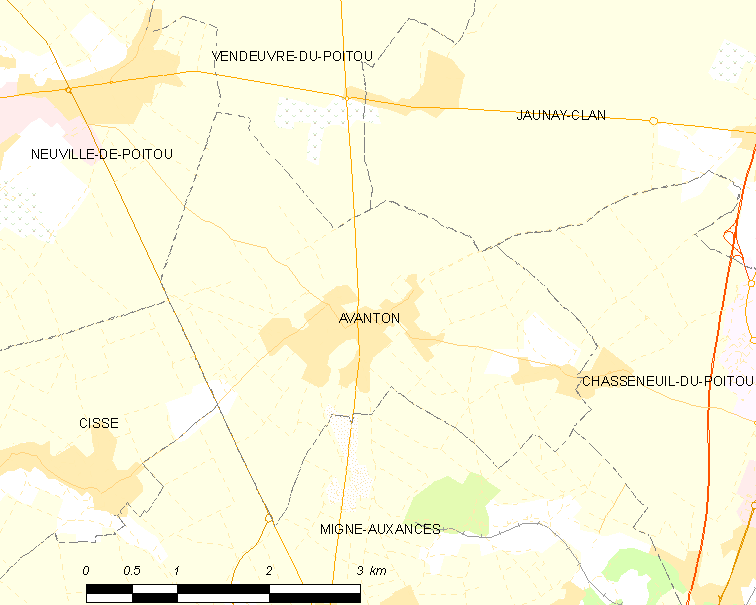
阿旺通的OSM定位图

阿旺通的时区为UTC+01:00、UTC+02:00（夏令时）。

## 行政
阿旺通的邮政编码为86170，INSEE市镇编码为86016。

## 政治
阿旺通所属的省级选区为米涅-欧桑斯县。

## 人口

1962-2008年间阿旺通人口变化图示

阿旺通于2022年1月1日时的人口数量为2227人。